# Модель базы данных

Схема базы данных MediaWiki

Модель базы данных — то же, что и схема базы данных, то есть описания содержания, структуры и ограничений целостности, используемые для создания и поддержки базы данных.
В литературе, статьях и в обиходной речи иногда встречается путаница термина «модель базы данных» и «модель данных». Такое использование является неверным, на что указывают многие авторитетные специалисты, в том числе К. Дж. Дейт, М. Р. Когаловский, С. Д. Кузнецов. Модель данных есть теория, или инструмент моделирования, в то время как модель базы данных (схема базы данных) есть результат моделирования. По выражению К. Дейта соотношение между этими понятиями аналогично соотношению между языком программирования и конкретной программой на этом языке.
М. Р. Когаловский поясняет эволюцию смысла термина следующим образом. Первоначально понятие модели данных употреблялось как синоним структуры данных в конкретной базе данных. В процессе развития теории систем баз данных термин «модель данных» приобрел новое содержание. Возникла потребность в термине, который обозначал бы инструмент, а не результат моделирования, и воплощал бы, таким образом, множество всевозможных баз данных некоторого класса. Во второй половине 1970-х годов во многих публикациях, посвященных указанным проблемам, для этих целей стал использоваться все тот же термин «модель данных».